# Jang Song-hyok
Jang Song-hyok ((장성혁?, 張成赫?); 11 gennaio 1991) è un calciatore nordcoreano, difensore del Rimyongsu.

## Carriera

### Club
Jang Song-hyok giocò per il Pyongyang City, prima di passare al Rimyongsu.

### Nazionale
Conta 10 presenze e 2 reti per la Corea del Nord.

## Palmarès
Giochi asiatici
2014